# Misumenops pascalis
Misumenops pascalis är en spindelart som först beskrevs av O. Pickard-Cambridge 1891.  Misumenops pascalis ingår i släktet Misumenops och familjen krabbspindlar.
Artens utbredningsområde är Panama. Inga underarter finns listade i Catalogue of Life.